# Jaime Lértora
Jaime Renato Lértora Carrera (Lima, 7 de enero de 1948) es un actor de teatro, cine y televisión, conductor de televisión, consultor empresarial, conferencista, docente universitario y especialista en temas de comunicación peruano.

## Biografía
Nació en Lima, Perú, el 7 de enero de 1948. Estudió Ingeniería Agrónoma en la Universidad Nacional Agraria, La Molina. Fundador del Grupo de Teatro Telba, con más de treinta años de actividad ininterrumpida en el medio teatral peruano. 
Consultor en proyectos de comunicación, laboró para el Banco Interamericano de Desarrollo - BID y con el Fondo de las Naciones Unidas para la Infancia – Unicef en programas educativos en zonas deprimidas de la capital y del interior. Profesor asociado del Centro Integral de Educación Continua de la Universidad de Lima
Desde 1998 a la fecha se desempeña como Director Ejecutivo de Lértora Consultores Integrales en Recursos Humanos, empresa creada junto a su hermano Gino Lértora y dedicada a brindar consultoría en proyectos de comunicación, charlas, seminarios y talleres de capacitación en temas de motivación, liderazgo, atención al cliente, atención telefónica, comunicación en ventas, comunicación efectiva, presentaciones de alto impacto, expresión oral y expresión corporal. 
Jaime Lértora es autor bajo el sello Aguilar de la editorial Pengüin Random House de los libros Habla – Guía para una comunicación exitosa, Presenta – Guía para presentaciones eficaces, Responde – Guía para entrevistas ganadoras, El servicio que nos merecemos (coautoría con Guido Bravo) y “Comunícate +”.

### Carrera
En 1996, ingresó a Latina Televisión condujo el programa matinal Por la mañana, junto a Pelusa Saco hasta que duró hasta 1997.
En 1998, ingresó a Panamericana Televisión donde condujo los tres programas: Intimidades, Tele San Juan y La noche del cabezón.
En 1999, ingresó a Radio Nacional del Perú donde condujo el programa radial En sintonía junto a Lola Vilar que duró hasta en el 2000.
En mayo de 2003 regresó a Latina Televisión donde condujo el programa Hermano Menor que hasta en el 2004.
En 2009, ingresó al cable Fem TV donde condujo el programa Querer es poder.

## Filmografía

### Televisión

#### Telenovelas
- Carmín, Dirección: Luis Llosa (1985)
- Kiatari, Dirección : Jorge Chiarella (1988)
- Gorrión, Dirección: Dany Gaviria (1994)
- Malicia, Dirección: Luis Llosa, Luis Barrios (1995)
- Obsesión, Dirección: Luis Llosa , Luis Barrios (1995-1996)
- La noche, Dirección: Luis Barrios (1996)
- Escándalo, Dirección: Luis Llosa , Luis Barrios y Manolo Castillo (1997-1998)
- Sueños, Dirección: Toño Vega (1999)

#### Miniseries
- La casa de Cartón, Dirección:  INTE (1974 - 1976)
- Gamboa, Dirección: Luis Llosa
- Vallejo, Televisión Venezolana (1984)
- Hombre de ley, Dirección: Luis Llosa (1986)
- Algo que quiere morir, Dirección: Luis Llosa (1984)
- Raíces de pasado, Para la televisión Francesa (1989)
- El ángel vengador: Calígula, Dirección: Luis Llosa (1994)
- Escuela de la calle: "Pirañitas", Dirección: Víctor Prada (1995)
- Menú económico, Dirección: Nilo Pereyra (1996)
- Andrea B, Dirección: Cáceres, Iguana (1996)
- Traqueteros B, Dirección: Pili Flores Guerra, Iguana 2006)

#### Teatro para TV
- El cuidador, Harold Pinter, Dirección: Jorge Chiarella (1984)
- Mi adorable mentirosa, Adaptación (1996)
- El gran teatro del mundo, Calderón de la Barca (1998, 2004)
- El matrimonio perjudica seriamente la salud, Rodrigo Bastidas (1999)

#### Conducción
- Por la mañana, Magazine en Latina Televisión, Conducción (1997).
- Intimidades, Show de conversación en Panamericana Televisión (1998).
- Tele San Juan, Campaña Pro fondos Hospital San Juan de Dios, Panamericana Televisión (1998).
- Las noches del cabezón, Show de conversación en Panamericana Televisión (1998-1999).
- Mundo inmobiliario, Show de conversación de una hora con arquitectos, diseñadores y artistas, canal 57UHF, cable 53 y 57 (1999-2000).
- Hermano Menor, Latina Televisión (2003 - agosto de 2004).[2]
- Hermano Menor, Global Televisión (2005).
- Baila con las estrellas, Panamericana Televisión (2005-2006), Jurado.
- Querer es poder, Programa de coaching para acompañar el desarrollo personal de seis mujeres a lo largo de la programación del cable Fem TV (2009).

### Radio
- En sintonía con Lola y Jaime, Magazine de tres horas de lunes a viernes por Radio Nacional del Perú (1999–2000).
- A tu servicio, programa en vivo de una hora con frecuencia semanal auspiciados por ADEPSEP (Asociación de empresas de servicio público) emitido por Radio Ke Buena y Radio Nacional del Perú, todos los viernes a las 11:00 a. m.
- Hermano Menor, programa en vivo de una hora con frecuencia semanal, emitido por Radio 1160 y Radio Miraflores. 96.1 FM, todos los domingos a las 10:00 a. m.

#### Presentaciones
- Malicia Nostalgia, Iguana (1996) - Latina Televisión.
- Cine de oro, Películas, miniseries y especiales en Global Televisión.

#### Publicidad
- Comerciales varios para el mercado local y para el Ecuador, Brasil y Chile.

#### Dirección de actores
- Responsable del trabajo de formación de los conductores de los programas en vivo de Global Televisión Canal 13.
- Dirección de actores para comerciales mercado local.

#### Musicalización
- Responsable de la musicalización de los programas educativos del CETUC, Centro de Tele-educación de la Universidad Católica.

#### Locuciones
- Varias para documentales, audiovisuales, comerciales de radio y televisión, con ONG y compañías de publicidad.

### Cine

#### Largometrajes
- La muerte de un magnate, Dirección: Francisco J. Lombardi (1982)
- Lima 451, Dirección : Rafael Salvidea (1986)
- New Crime City, Dirección: Jonathan Windfried (1992)
- Profesión detective, Dirección: J.C. Huayhuaca (1988)
- Y si te vi no me acuerdo, Dirección: Miguel Barreda (1999)
- Imposible amor, Dirección: A. Robles Godoy (2001)
- Me muero por Muriel, Dirección: Augusto Cabada (2004)

#### Cortometrajes
- Varios bajo la dirección, entre otros, de Gustavo Bueno, Nora de Izcue, Daniel Pacheco, Roberto Bonilla, Silvia Kantor, Francisco J. Lombardi, Orlando Machiavello, Carlos Tolentino, Fabrizio Aguilar, Nilo Pereyra, Rodolfo Pereyra, Walter Tournier, Mario Jacobs.

## Teatro

#### Para niños
- Juego de niños, Autor: J. Silva, 1969
- La reina, el dictador y los pájaros, Autor: C. Bardales, 1971
- Tripitas Marinero, Autor: C. Bardales, 1971
- Los cuentos de miedo, son Cuentos de Ayer, Autor: C. Viale, 1972
- Los Televisones, Autor: J. Chiarella, 1974
- Ja, Je, Ji, Jo, Ju, Autor: M. Monge, 1975
- Apasipinopo (Dirección), Autor: M. Monge, 1977
- Ya hemos empezado, Autor: C. Viale, 1979
- El pájaro azul, Autor: M. Maeterlinck, 1980
- El tucán escocés, Autor: M. Buchín, 1982

#### Para adultos
- Tres historias para ser contadas, Autor: Osvaldo Dragún, 1969
- Yo Superman, Autor: G. Kergoulay, 1970
- En alta mar y Strip, Tease, Autor: Slawomir Mrozek, 1971
- El cuidador, Autor: Harold Pinter, 1973
- La empresa perdona un momento de locura, Autor: R. Santana, 1975
- Cuba, tu son entero, Autor: N. Guillén, 1976
- Mahagonny, Autor: Bertolt Brecht, 1976
- Yo soy el Rey, Autor: Collage de autores, 1976
- Lucía, Manuel y un viejo cuento, Autor: Creación colectiva, 1978
- La casa de Bernarda Alba (Asist. Dirección), Autor: Federico García Lorca, 1979
- El psiquiatra y la dama, Autor: Adaptación de Champagne Complex, 1980
- Ubú presidente, Autor: J. Larco, 1982
- El que se fue a Barranco, Autor: R. León / F. Larco, 1983
- Amor de mis amores, Autor: R. León, 1984 - 1994
- Marité, Autor: R. León, 1985
- Guayasamín en Senegal, Autor: R. León, 1985
- El terno blanco, Autor: A. Alegría, 1986
- Calígula, Autor: Albert Camus, 1988
- Dulces memorias (Dirección, Autor: R. De Baggis, 1989
- La Nona, Autor: R. Cossa, 1993
- Amor de mis amores (Remontaje), Autor: R. León, 1994
- Mi adorable mentirosa, Adaptación, 1996
- ¿Y... qué hacemos con el cadáver?, Autor: Alba  Martell, 1997
- El matrimonio perjudica seriamente la salud, Autor: Rodrigo Bastidas, 1999
- Candidato a presidenta, Autor: Hennicken y Weber, 2000
- Pareja abierta, Autor: Darío Fo, 2001
- El otro lugar, Autor: Harold Pinter, 2002
- El loco de los balcones, Autor: Mario Vargas Llosa, 2003
- Auto sacramental El gran teatro del mundo, Autor: Calderón de la Barca, 1997, 1999, 2004

### Ópera
- El murciélago (Actuación), Autor: Johan Strauss. Teatro Municipal. Dirección : Luis Alva, Tres temporadas 1986 - 1988 – 1996.